# Jean-Paul Vonderburg
Jean-Paul Vonderburg (* 31. červenec 1964) je bývalý švédský fotbalista.

## Reprezentační kariéra
Jean-Paul Vonderburg odehrál za švédský národní tým v letech 1990–1991 celkem 4 reprezentační utkání.

## Statistiky
| Švédsko | Švédsko | Švédsko |
| Roky    | Zápasů  | Gólů    |
| ------- | ------- | ------- |
| 1990    | 2       | 0       |
| 1991    | 2       | 0       |
| Celkem  | 4       | 0       |